# Le Grand Véfour
Le Grand Véfour is een gastronomisch restaurant in Parijs, gelegen aan de Galerie de Beaujolais in de tuinen van het Palais-Royal.

## Geschiedenis
Het restaurant kent zijn oorsprong in 1784. Het heette aanvankelijk Café de Chartres en werd in 1820 door Jean-Véfour gekocht. De naam werd ook gewijzigd in Véfour. Onder zijn bewind werd het een van beste gastronomische plaatsen in Parijs.
In 1948 komt het restaurant in handen van Raymond Oliver.
De familie Taittinger koopt -via de Groupe du Louvre- in 1983 Le Grand Véfour. Het restaurant krijgt dan ook de status van beschermd monument.
Sinds januari 2011 is Guy Martin eigenaar van dit beroemde restaurant.

## Michelinsterren
In 1953 verkrijgt Raymond Oliver 3 Michelinsterren. Hij kan deze gedurende 30 jaar behouden.
In maart 2000 verovert Guy Martin opnieuw de derde ster en dit tot 2008.